# (35516) 1998 FU57
1998 FU57 (asteroide 35516) é um asteroide da cintura principal. Possui uma excentricidade de 0.08908630 e uma inclinação de 8.71974º.
Este asteroide foi descoberto no dia 20 de março de 1998 por LINEAR em Socorro.